# SNR Roulements
SNR Roulements este o companie franceză producătoare de rulmenți.
Compania produce rulmenți pentru industria automotive, industria aeronautică, precum și pentru cea feroviară.
Firma a făcut parte din grupul Renault iar în anul 2006 a fost preluată de firma japoneză NTN Corporation.
În anul 2003, compania avea cinci fabrici în Franța și câte una în Italia și Brazilia.
Număr de angajați în 2001: 3.600
Cifra de afaceri:
- 2006: 578,9 milioane de euro[3]
- 2001: 476 milioane euro[5]

## SNR Roulements în România
Compania este prezentă în România din anul 2004, având o unitate de producție la Sibiu.
SNR Rulmenți este unul dintre primii producători de rulmenți din țară.
Număr de angajați în 2007: 350